# Красная площадь (фильм)
«Красная площадь. Два рассказа о рабоче-крестьянской армии» — советский двухсерийный художественный фильм, снятый в 1970 году режиссёром Василием Ордынским.

## Сюжет
Фильм состоит из двух новелл с самостоятельным сюжетом, связанных общими героями.

### Рассказ первый. «Комиссар Амелин»
1918 год. Комиссар Всероссийской коллегии по формированию Красной Армии Дмитрий Амелин направлен в самовольно оставивший позиции 38-й гренадерский полк, чтобы сагитировать солдат вступить в Красную Армию. Амелину не без труда удаётся преодолеть враждебность и непонимание солдат, найти общий язык с анархистским агитатором матросом Володей Кольцовым, и с помощью боевого офицера подпоручика Николая Кутасова превратить полк в боеспособную часть, способную выдержать натиск германских войск. 23 февраля 1918 года в окрестностях Петрограда полк принимает бой с превосходящими силами противника и выходит из него победителем. Кутасов на практике преподаёт комиссару основы военного искусства. Между Амелиным, Кутасовым и женой Кутасова Наташей завязываются дружеские отношения.
После боя полк в полном составе вступает в Красную Армию — кроме Кутасова. Он не противник Советской власти, но предвидит гражданскую братоубийственную войну и не желает в ней участвовать. Некоторое время спустя Кутасов оказывается в Москве на Красной площади, где в присутствии Ленина принимают присягу вновь сформированные части РККА. Под впечатлением увиденного Кутасов изменяет своё решение.

### Рассказ второй. «Начдив Кутасов»
1919 год. Амелин назначен комиссаром в дивизию, которой командует теперь уже красный командир Кутасов. Готовится решительное наступление, в котором дивизии Кутасова отводится важная роль. Не имея достаточно сил для лобового удара, Кутасов планирует на своем участке обманный манёвр: небольшое, но надежное подразделение, усиленное бронепоездом, должно имитировать наступление и как можно дольше отвлекать на себя белых. Основные силы дивизии тем временем будут наступать в другом месте. В назначенном для ложного наступления батальоне Беспощадного Пролетарского полка служат многие бойцы бывшего 38-го полка, знакомые Амелину и Кутасову по 1918 году. Бронепоездом командует Володя Кольцов; ради общего дела он временно отступил от своих анархистских убеждений. Возникает этический конфликт: профессиональный военный Кутасов без колебаний посылает хорошо знакомых людей на верную гибель, чтобы в итоге сберечь жизни многих других бойцов. Амелин же, понимая разумность такого решения, может оправдать его для себя только одним: он сам отправляется с обречённым батальоном. Кутасов подводит итог: «Вот ты и доказал, что ты лучше меня… пойдешь, отдашь свою жизнь. А моё ремесло — отдавать чужие жизни. Думаешь, это легче?»
Наташа Кутасова случайно узнаёт о замысле операции и резко порывает с мужем.
План Кутасова удается полностью, дивизия выполняет задачу ценой минимальных потерь. Из отряда, выполнявшего отвлекающий манёвр, в живых остаётся только Амелин: его, тяжело контуженного, бойцы успевают переправить в тыл.
В эпилоге фильма генерал-полковник Кутасов приходит на Красную площадь, где в Кремлёвской стене замурован прах Амелина. Дата его смерти — 2 августа 1941 года.

## В ролях
- Станислав Любшин — комиссар Дмитрий Сергеевич Амелин
- Вячеслав Шалевич — подпоручик Николай Павлович Кутасов, в 1919 году — начдив
- Валентина Малявина — Наталья Гавриловна, жена Кутасова
- Сергей Никоненко — матрос-анархист Володя Кольцов, в 1919 году — командир бронепоезда
- Уно Лойт — солдат-эстонец Уно Партс
- Павел Кормунин — пулемётчик-белорус Карпушонок
- Виктор Шульгин — Камышов, в 1919 году — комполка
- Солдаты 38-го гренадёрского полка:
  - Виктор Лакирев
  - Игорь Суровцев — Мясоедов
  - Алексей Смирнов
  - Станислав Михин
  - Владимир Протасенко
  - П. Трифонов
  - Александр Кайдановский — «Кащей»
- Сергей Яковлев — В. И. Ленин
- Александр Кутепов — Я. М. Свердлов
- Роман Хомятов — командарм
- Дмитрий Масанов — начальник штаба дивизии
- Николай Парфёнов — начальник политотдела армии

## В эпизодах
- Валерий Бабятинский — есаул Фортунатов
- Павел Тимченко — эпизод
- Владимир Смирнов — эпизод
- Юрий Киреев — командир
- Иван Косых — эпизод
- Николай Караченцов — эпизод (в титрах указан как Н. Караченцев)
- Игорь Безяев — начальник железнодорожной станции
- Вячеслав Гостинский — гауптман
- Александр Титов — эпизод

## Съёмочная группа
- Режиссёр-постановщик — Василий Ордынский
- Авторы сценария — Юлий Дунский, Валерий Фрид
- Операторы-постановщики — Валентин Железняков, Борис Травкин
- Художник-постановщик — Леонид Платов
- Композитор — Вениамин Баснер

Фильм черно-белый, кроме эпилога, снятого в цвете.
Для песни «В путь, в путь, кончен день забав» использована слегка переиначенная часть стихотворения К. Н. Подревского, автора многих известных песен и романсов (в том числе «Дорогой длинною»). Ранее это стихотворение положил на музыку Б. Прозоровский, песня известна под названием «Филибер».